# بازپخش قاب
بازپخش قاب، یا فریم ریلی، یکی از پروتکل‌های شبکه گسترده با کارایی بالا است که در لایه فیزیکی و لایه پیوندداده از مدل مرجع اتصال داخلی سیستم‌های باز عمل می‌کند. ابتدا این پروتکل برای کار در شبکه دیجیتالی خدمات یکپارچه طراحی گردیده بود ولی امروزه با شبکه‌های مختلف به‌خوبی کار می‌کند.
فریم ریلی یک نمونه از تکنولوژی packet-switched است که آن توانایی به اشتراک گذاشتن پهنای باند را به ایستگاه‌های کاری در شبکه می‌دهد. دو تکنیک زیر در تکنولوژی packet-switched استفاده می‌شود:
- Variable-length packets
- Statistical multiplexing

که اولی برای کارآمدی و انعطاف بیشتر در انتقال اطلاعات استفاده می‌شود و این بسته‌های اطلاعاتی بین سگمنتهای مختلف شبکه سویچ می‌شوند تا به مقصد برسند و دومی کنترل دستیابی به شبکه را به عهده دارد. مزیت این تکنیک در همسان کردن و کارآمدی و انعطاف استفاده از پهنای باند شبکه‌ است. بیشتر شبکه‌های متداول امروزی مانند اترنت و token ring از تکنولوژی packet-switched استفاده می‌کند.
فریم ریلی غالباً به عنوان جریان خطی شکل اکس ۲۵ قلمداد می‌شود که نسبت به آن امکانات کمتری از حل خطاها و رفع آن‌ها را در انتقال اطلاعات ارائه می‌دهد به طوری که در اکس ۲۵ آخرین اطلاعات پس از قطع و وصل شبکه دوباره فرستاده می‌شود ولی در فریم ریلای این امکان وجود ندارد. علت آن این است که فریم ریلی در شبکه‌های گسترده که ارتباطات بهتر و قابل اعتمادتری از شبکه‌های مورد استفاده در دهه ۷۰ و ۸۰ دارد استفاده می‌شود. فریم ریلای کاملاً برای کار در لایه دوم طراحی شده در حالیکه اکس ۲۵ برای کار در لایه سوم است واین باعث می‌شود که فریم ریلی کارائی بهتر و بالاتری ارائه دهد و برای شبکه‌های گسترده فعلی مناسب‌تر باشد.